# Дружба (зупинний пункт, Одеська дирекція Одеської залізниці)
Дру́жба — зупинний пункт Одеської дирекції Одеської залізниці на лінії Одеса-Застава I — Арциз між зупинними платформами Морська (1 км) та Сонячна (1,5 км).

## Загальні відомості
Розташована в Сонячному районі смт Затока Білгород-Дністровської міської ради Одеської області.
Платформа розташована на вузькій косі, що омивається з однієї сторони Чорним морем, а з іншої — Дністровським лиманом.
Поруч розташовані піщані пляжі Затоки, сучасні бази відпочинку «Вероніка», «Радуга», а також численні приватні котеджі і дачі, що пропонуються відпочиваючим.
23 травня 2018 року закінчено капітальний ремонт пасажирської платформи «Дружба». На платформі довжиною 252 м виконано часткову заміну плит перекриття, здійснено покриття фігурними елементами мощення, встановлено 239 м загородження, 4 сходових марші, пандус для людей з обмеженими можливостями, відремонтовано павільйон для пасажирів, благоустроєно територію біля платформи, встановлено 8 опор освітлення, 9 лавок, 18 урн для сміття, оновлено таблички з назвою платформи.

## Пасажирське сполучення
На платформі зупиняються електропоїзди місцевого сполучення Одеса-Головна — Білгород-Дністровський.

## Галерея

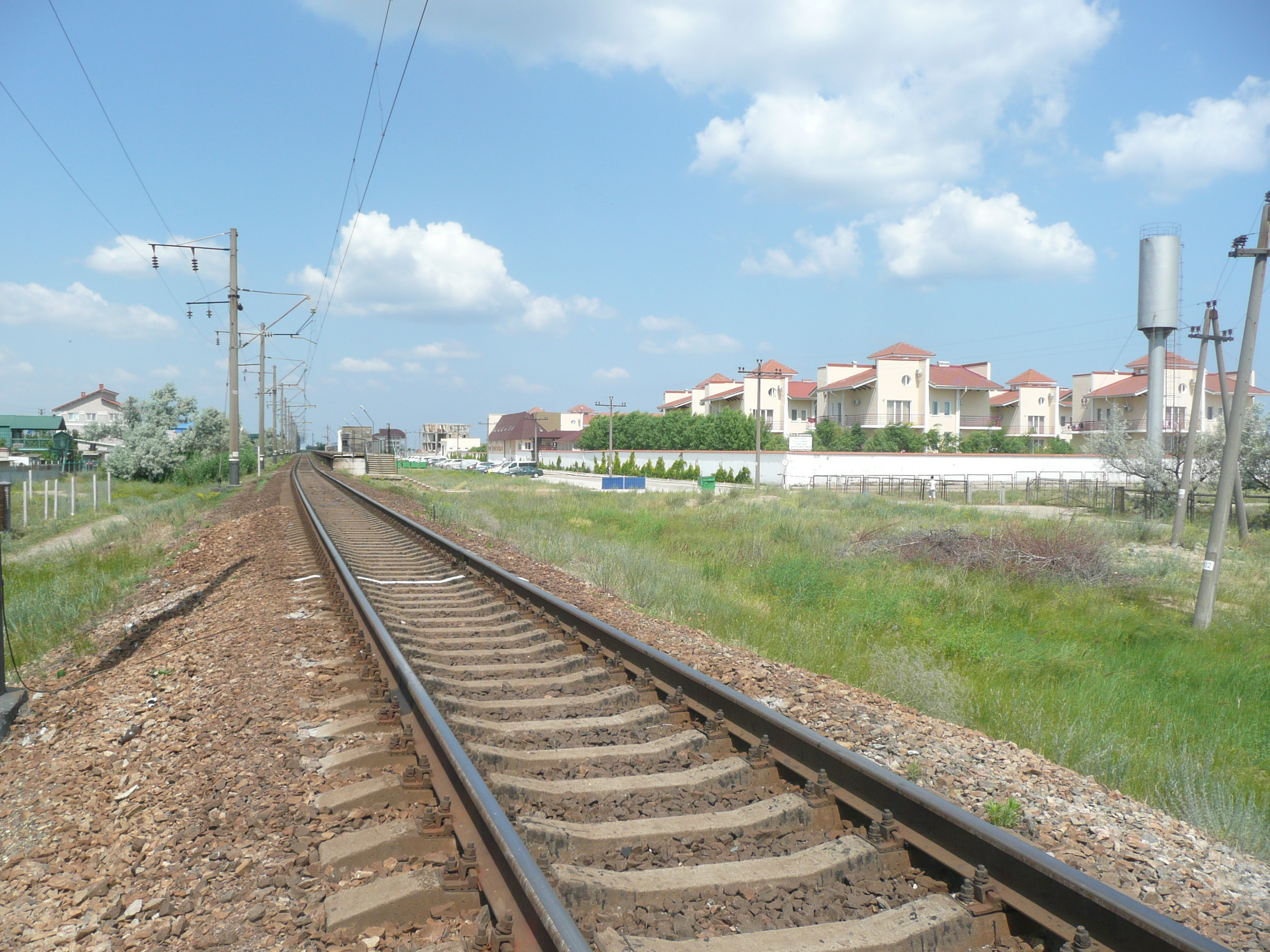
Вигляд у напрямку Аккаржи
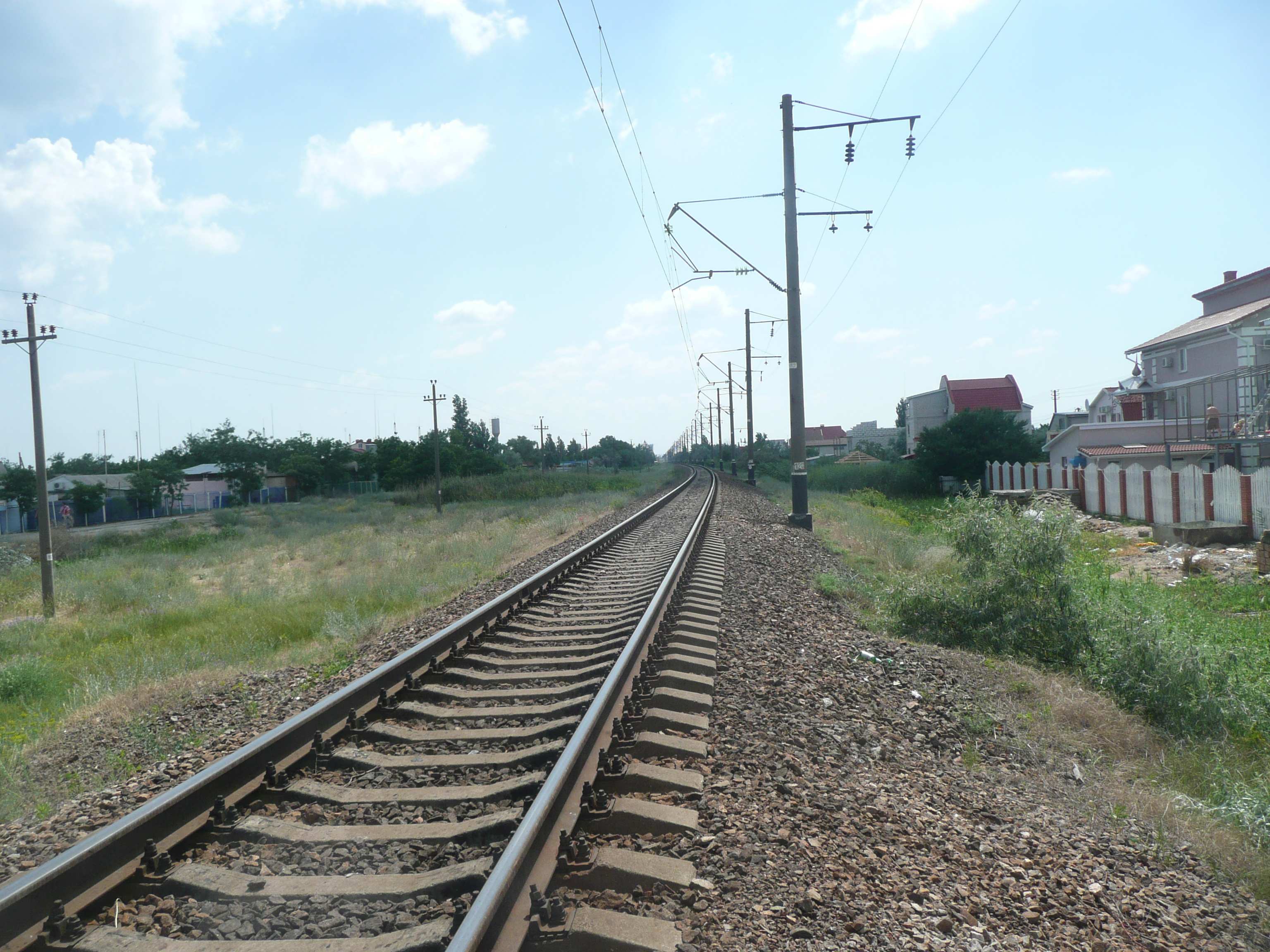
Вигляд у напрямку Арцизу

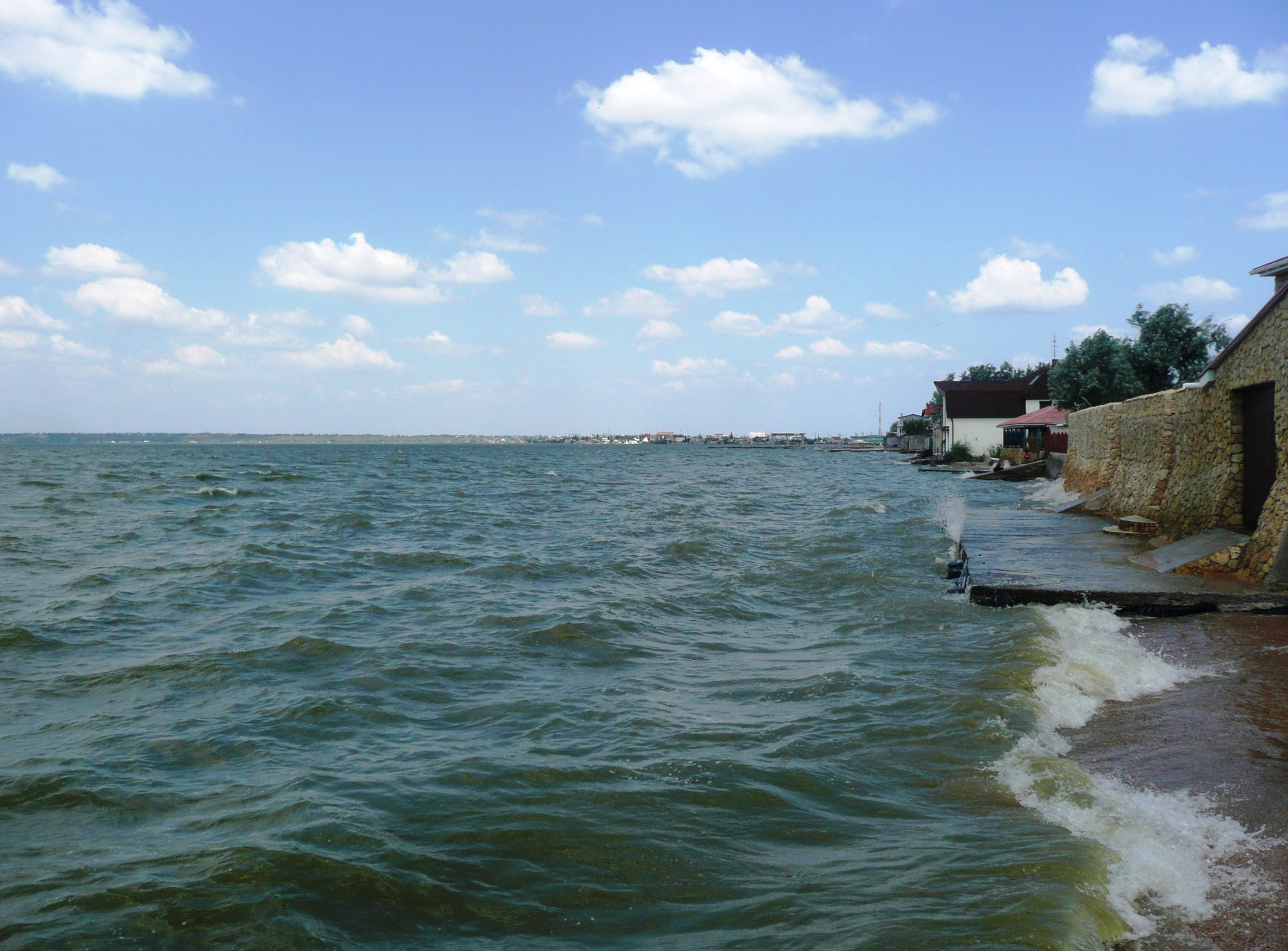
Дністровський лиман в районі з. п. «Дружба»
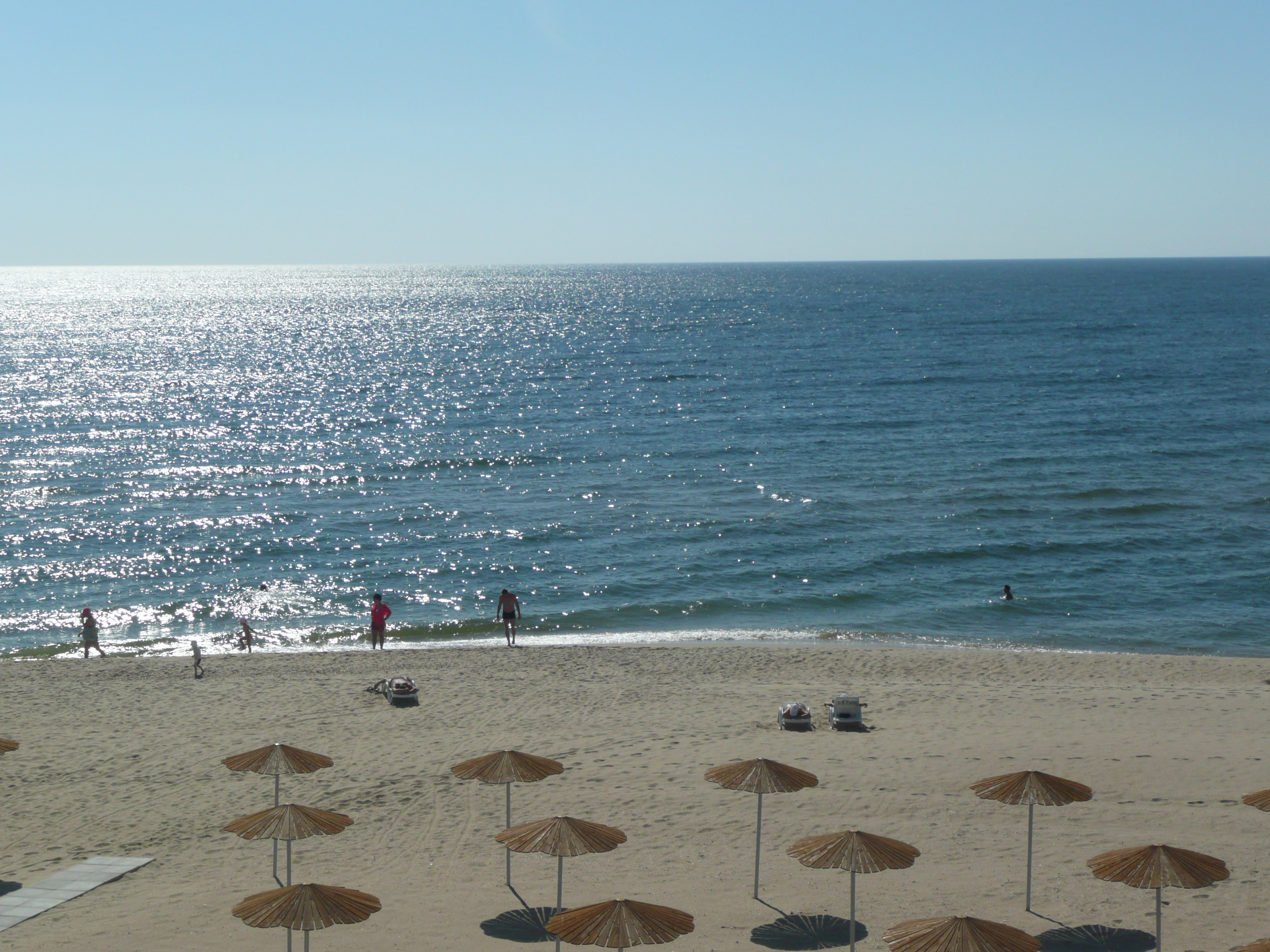
Чорне море в районі з. п «Дружба»